# 16421 Roadrunner
16421 Roadrunner è un asteroide della fascia principale. Scoperto nel 1988, presenta un'orbita caratterizzata da un semiasse maggiore pari a 1,9309699 UA e da un'eccentricità di 0,0634165, inclinata di 22,82315° rispetto all'eclittica.